# 1982 год в компьютерных играх

## Новые компании
- Февраль — Compaq — американская компания по производству персональных компьютеров.
- 28 мая — Electronic Arts, основана Трипом Хокинсом.
- Май — LucasArts Entertainment, подразделение развлекательной империи Lucasfilm Джорджа Лукаса.
- Сентябрь — Amiga Corporation, наиболее известная разработкой Amiga 1000 — первого в мире персонального компьютера, выводившего изображение более, чем в 16-ти (максимально 4096) цветах и обладавшего многозадачной операционной системой.
- MicroProse, основана Сидом Мейером и Биллом Стили.
- Rare, основана братьями Тимом и Крисом Стэмперами под названием Ashby Computers and Graphics Ltd.

## Технологии

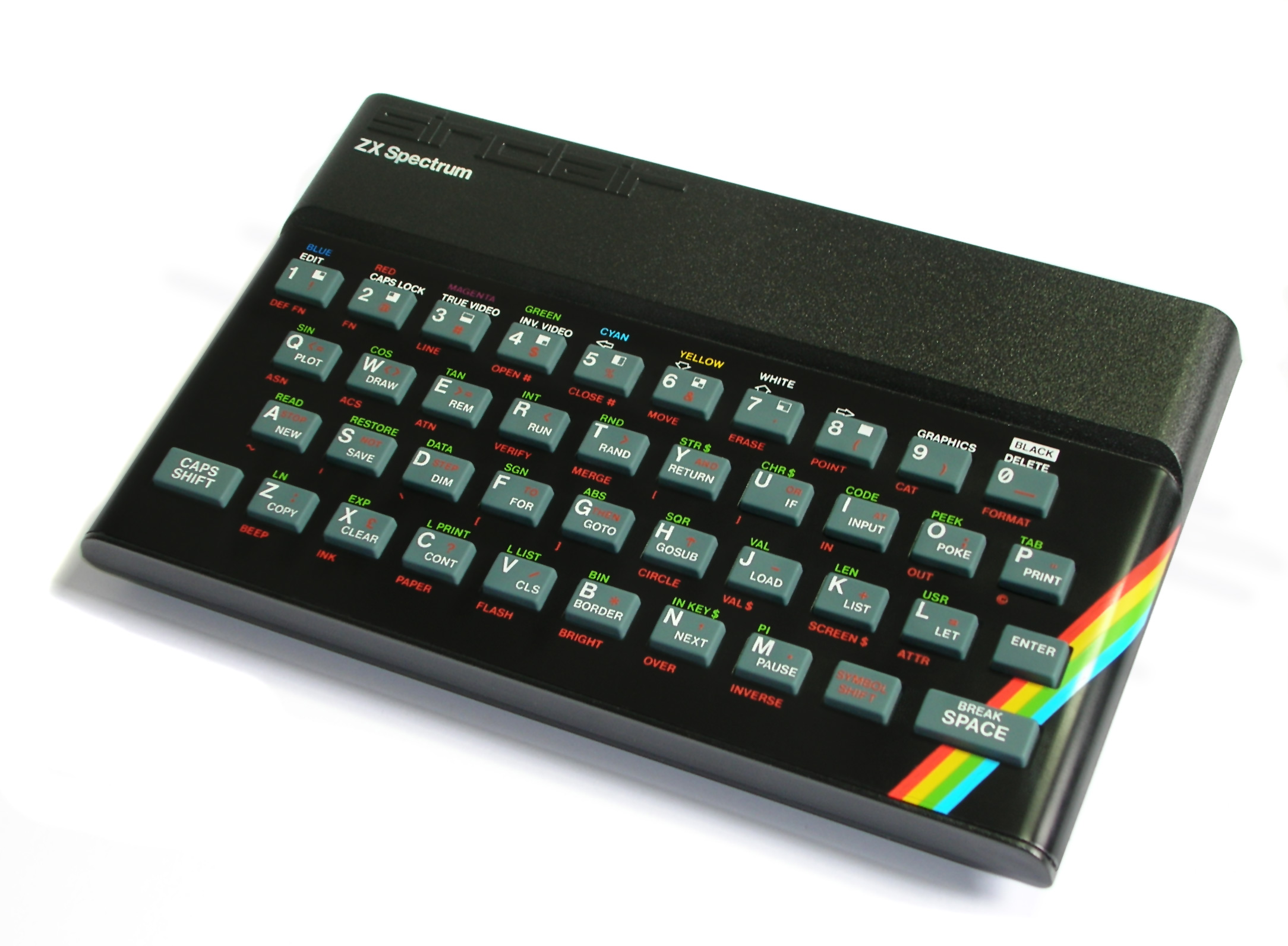
Фирменный ZX Spectrum 48 (1982 г.)

- Январь — компания Toshiba выпустила свой первый персональный компьютер — Toshiba T100[1].
- 23 апреля появился домашний компьютер ZX Spectrum, выпущенный британской компаний Sinclair Research.
- В августе компанией Coleco Industries была представлена новая игровая консоль ColecoVision.
- В августе компанией Commodore International выпущен домашний компьютер Commodore 64, ставший согласно Книге рекордов Гиннесса самым продаваемым компьютером в истории.
- В ноябре компания Atari выпустила на рынок новую игровую приставку Atari 5200, пришедшую на замену популярной Atari 2600.
- Американская компания Emerson Radio Corporation выпустила игровую приставку Arcadia 2001.
- Entex Industries выпустила приставку Entex Adventure Vision, не снискавшую популярность и снятую с продаж уже в следующем году.
- Smith Engineering выпустила 8-битный Vectrex — единственную игровую систему, использующую векторный графический монитор.
- Компанией Epoch выпущены портативная игровая система Epoch Astro Command[2].

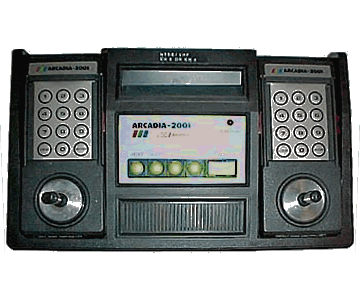
Приставка Arcadia 2001

- В СССР начался выпуск компьютеров ДВК.
- В Японии вышел Tomy Pyuuta — смесь домашнего обучающего компьютера с игровой приставкой. В 1983 году был выпущен в Европе и США под названием Tomy Tutor и Grandstand Tutor.[3]
- Kaypro II, выпущенный компанией Non-Linear Systems персональный компьютер[4].
- Franklin Ace 100 — клон популярного тогда компьютера Apple II[5].
- Seiko Epson выпустила компьютер Epson HX-20, часто называемый первым ноутбуком и первым handheld-компьютером (удерживаемым в руке).

## Портативные электронные игры
- Портативные Actronics Wanted G-Man, Actronics Pack’n Maze Walkie Game, Actronics Cosmic Twinvader Walkie Game и Actronics Grand Prix Turbo Walkie Game от компании Hanzawa[6][7][8][9].
- Компанией Bambino выпущены портативные электронные игры Bambino Classic Football, Bambino Race 'N' Chase[10].
- Французской компанией Bazin выпущена портативная электронная игра Bazin Cosmic Twinvader Walkie Game[11].
- Британская компания Computer Games Limited (CGL) выпустила портативные игры CGL Puck Monster, CGL Pocket Puck Monster и содержащую 18 разных игр CGL Space Challenger[12].

## Выпуски игр
- Submarine Commander — самая первая игра жанра симулятор подводной лодки.
- Donkey Kong Jr. появилась сначала на автомате, позже переиздана для различных игровых систем. В рейтинге IGN «100 злодеев видеоигр» (англ. 100 videogame villains) Марио занял последнее сотое место за счёт роли антагониста в этой игре[13].
- Frogger была впервые переиздана для домашних игровых систем — Atari 2600, Atari 8-bit, BBC Micro и Odyssey².
- Вышла последняя игра для портативной консоли Microvision — Super Blockbuster.
- На Atari 2600 вышел платформер Pitfall!, переизданный позже для многих других игровых систем. На Atari 2600 было продано 4 млн экземпляров игры, что делает её второй игрой по уровню продаж на этой системе после Pac-Man[14]. Игру часто называют самым первым платформером в истории компьютерных игр[15][16].
- Choplifter, разработанная Деном Горлином для компьютеров Apple II.
- Barnstorming — аркадная игра для игровой консоли Atari 2600.
- Компанией Namco выпущены игры Pole Position, Dig Dug, Super Pac-Man, Pac-Man Plus и Xevious.
- Popeye разработана и выпущена компанией Nintendo.
- Q*bert, созданная Уорреном Дэвисом[англ.] и Джеффом Ли, изданная компанией Gottlieb[англ.].
- Скролл-шутер River Raid выпущен компанией Activision для Atari 2600, а позднее также для Atari 5200, Atari 400/800, Commodore 64, ColecoVision, IBM PCJr, Intellivision, ZX Spectrum и MSX.
- В октябре вышла первая игра серии Swordquest.

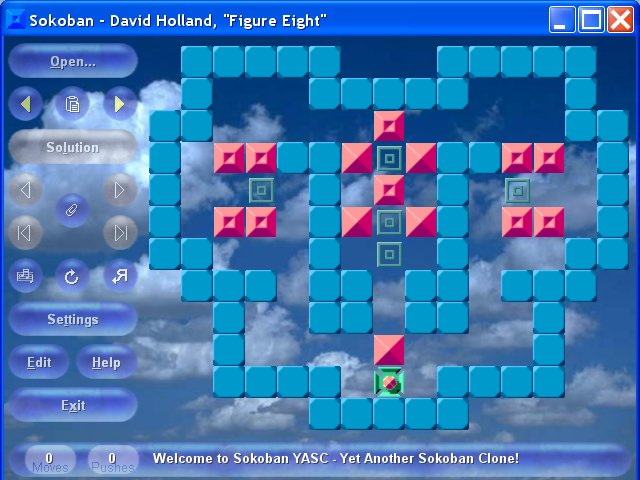
Одна из современных версий Сокобана

- Midway Games выпустила компьютерную игру «Трон», основанную на одноимённом фильме.
- E.T. the Extra-Terrestrial, выпущенная компанией Atari, основана на фильме «Инопланетянин».
- Компьютерная игра Zaxxon от Sega.
- Parker Brothers выпустила первую игру, основанную на фильмах серии Звёздные войны — Star Wars: The Empire Strikes Back[англ.]*. Игра вышла сначала на Atari 2600, а позже на Intellivision.
- Вышла вторая часть серии ролевых игр Wizardry — Wizardry II: The Knight of Diamonds. Разработчик — компания Sir-Tech Software.
- Японская компания Thinking Rabbit выпустила игру Sokoban. В дальнейшем игра была реализована для множества компьютерных платформ, включая практически все домашние и персональные компьютеры.
- Night Life[англ.] — предположительно первая компьютерная игра в жанре Эроге. Выпущена компанией Koei для компьютеров NEC PC-8801[17].

## Игровые автоматы
- Аркадный автомат Robotron: 2084 выпущен компанией Vid Kidz.
- На аркадных автоматах и Atari 2600 вышла игра Pooyan.

## Разработка
- Дэвидом Брэбеном и Яном Беллом (англ. Ian Bell) началась разработка игры Elite.

## Телевидение
- 27 декабря стартовало телевизионное шоу Starcade[англ.], в котором участники соревновались друг против друга в видеоиграх.

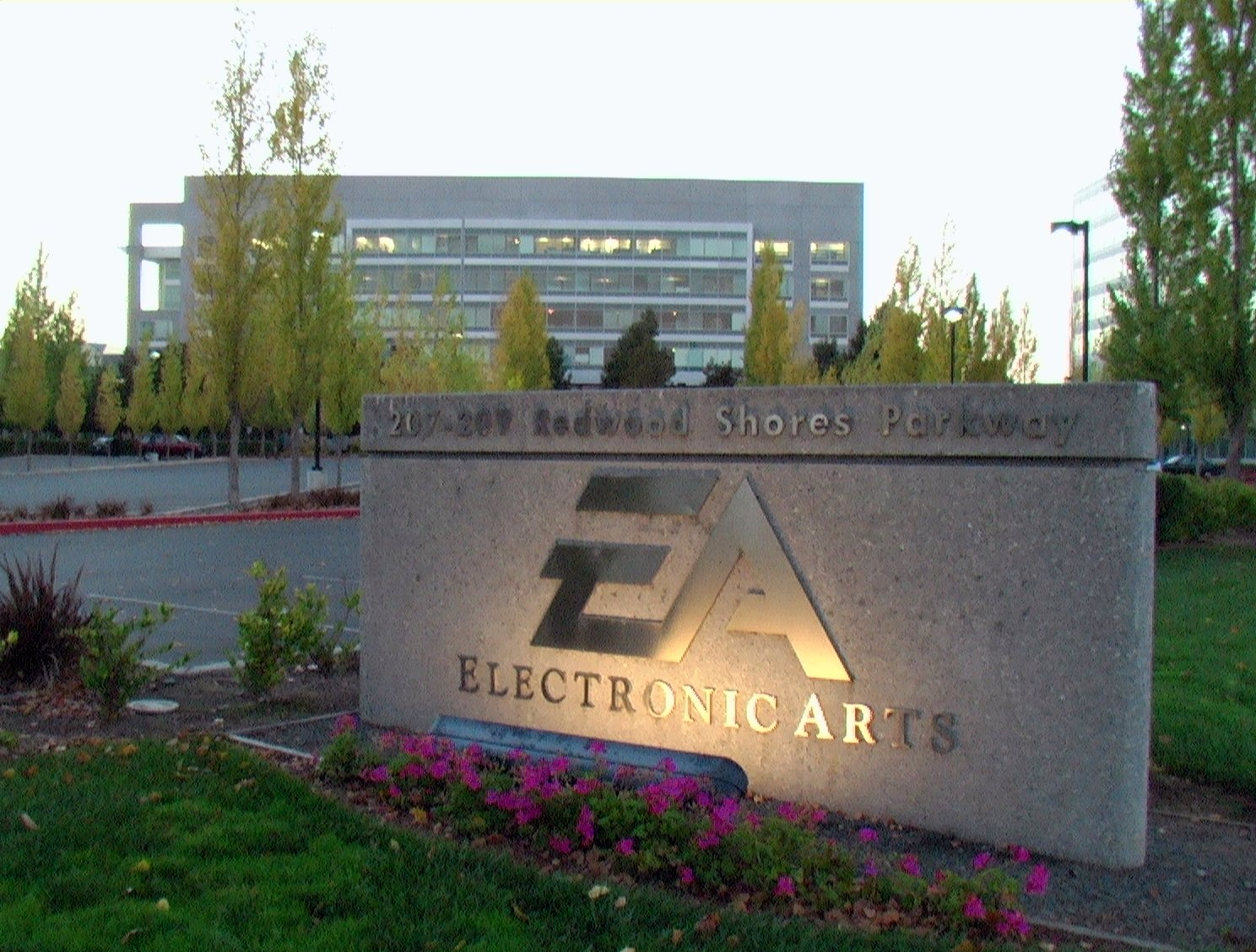
Штаб-квартира компании Electronic Arts